# Trichomachimus omani
Trichomachimus omani là một loài ruồi trong họ Asilidae. Trichomachimus omani được Parui & Joseph miêu tả năm 1994. Loài này phân bố ở miền Ấn Độ - Mã Lai.